# Sturno
Sturno è un comune italiano di 2 695 abitanti della provincia di Avellino in Campania.

## Geografia fisica
Il comune sorge nella valle dell'Ufita, estendendosi dalle pendici del monte Frigento fino al fiume Ufita, il paese è classificato come collinare e presenta notevoli variazioni di altimetria, che vanno da un minimo di 370 m s.l.m. ai 652 m del centro abitato fino a un massimo di 848 m.
Fino al 2008, Sturno ha fatto parte della Comunità montana dell'Ufita.

## Storia
Quando ancora era un insieme di semplici agglomerati di case che facevano parte della vicina Frigento, Sturno era chiamata "Quasale" (poiché era formato da una serie di casali appartenenti alle famiglie più abbienti). Successivamente, i piccoli agglomerati si svilupparono in un vero e proprio paese; il commessionato Lucio Pascale, inviato da Gioacchino Murat in quell'epoca cercò di capire gli intenti di questa separazione. Una volta comprese le motivazioni, comunicò il tutto a Gioacchino Murat che confermò l'indipendenza di Sturno: il 9 aprile 1809 viene considerata la data della fondazione del paese per le precedenti ragioni: ovviamente i frigentini non furono d'accordo. Passarono ben due anni per delimitare i confini tra i due paesi ed il motivo era semplice: a Sturno sarebbero toccati i terreni migliori, quelli fertili e più in pianura; la prima delibera sturnese venne approvata nel 1810. Il paese però aveva richiesto l'autonomia già dalla fine del Seicento.
Nel 1980, fu colpito dal forte terremoto dell'Irpinia che provocò non solo molte vittime ma anche una profonda lesione nella società come anche nell'economia. Da allora, grazie ai fondi messi a disposizione dallo Stato italiano, si è potuto assistere ad un miglioramento continuo delle strutture sociali come anche delle costruzioni che sono realizzate ora secondo le più moderne norme antisismiche.

### Terremoto dell'Irpinia
Alle ore 19:34:52 del 23 novembre 1980 una forte scossa di magnitudo 6.9 della scala Richter colpisce l'Irpinia e le adiacenti province di Salerno e Potenza. Sturno pianse cinque concittadini e risultò gravemente danneggiato dal movimento tellurico. Particolarmente doloroso fu il crollo dell'antica Chiesa di San Michele Arcangelo che risaliva al 1688, senza però danneggiare la Statua dell'Arcangelo. L'inverno che seguì al sisma fu freddo e nevoso e caratterizzato da un'intensa attività sismica. Una delle repliche più forti fu avvertita il 14 febbraio 1981 che provocò nuovi crolli agli edifici già in condizioni precarie.

### Simboli
Lo stemma comunale si può blasonare d'argento, allo storno al naturale, posato sulla vetta di un monte all'italiana di tre cime di verde, accompagnato in capo da una fiamma di rosso.
Il gonfalone è un drappo partito di bianco e d'azzurro.

## Monumenti e luoghi d'interesse

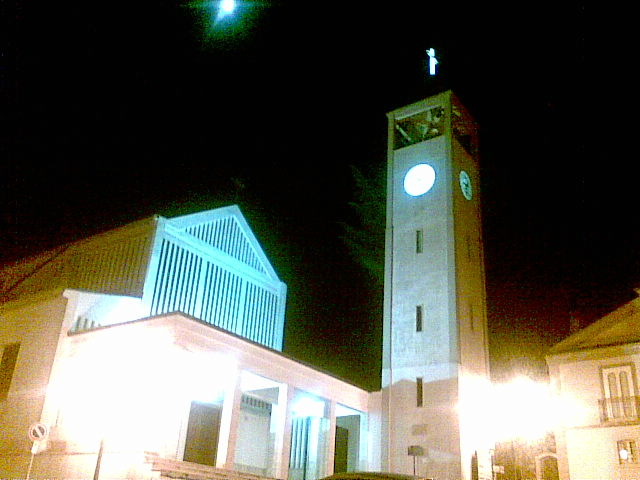
Chiesa Madre dei Santi Domenico e Francesco

### Chiesa Madre dei Santi Domenico e Francesco
Fu costruita grazie alle donazioni di Don Domenico Caracciolo, secondogenito del primo principe di Torella (ovvero Giuseppe Caracciolo), che aveva acquistato Frigento e i suoi casali da Giovan Battista Ludovisi per mezzo del Magnifico ed Eccellentissimo Signor Fabrizio Cimadoro della Terra della Torella [...] che ha versato ducati 1700 in contanti per mezzo del Banco del Sacro Monte della Pietà di Napoli liberi, espliciti a conto delli sopraddetti 13 mila. Egli trasformò il suo magazzino di grano in un tempio ed elevato a parrocchia nel 1714 con un documento ufficiale datato 18 marzo 1707 a firma del cardinale Vincenzo Maria Orsini, arcivescovo beneventano. Subito all'edificio fu affiancata la Congrega dell'Addolorata.
Negli anni Settanta, la piccola e vecchia chiesa fu demolita per essere sostituita da una nuova costruzione voluta dall'arciprete Giuseppe Abbondandolo. Attualmente, la chiesa si presenta divisa in tre navate con una pianta a croce latina immissa con abside poligonale. Nella parete absidale si trova un dipinto raffigurante l'incontro tra San Francesco e San Domenico attribuibile alla scuola di Luca Giordano. Le navate laterali sono occupata da numerose statue di santi tra cui l'Addolorata con Gesù morto, la Madonna del Carmine e le statua dei due patroni Santi Domenico e Francesco. Inoltre sono conservati due antichi dipinti detti "L'Annuncianzione" e "Sant'Anna".

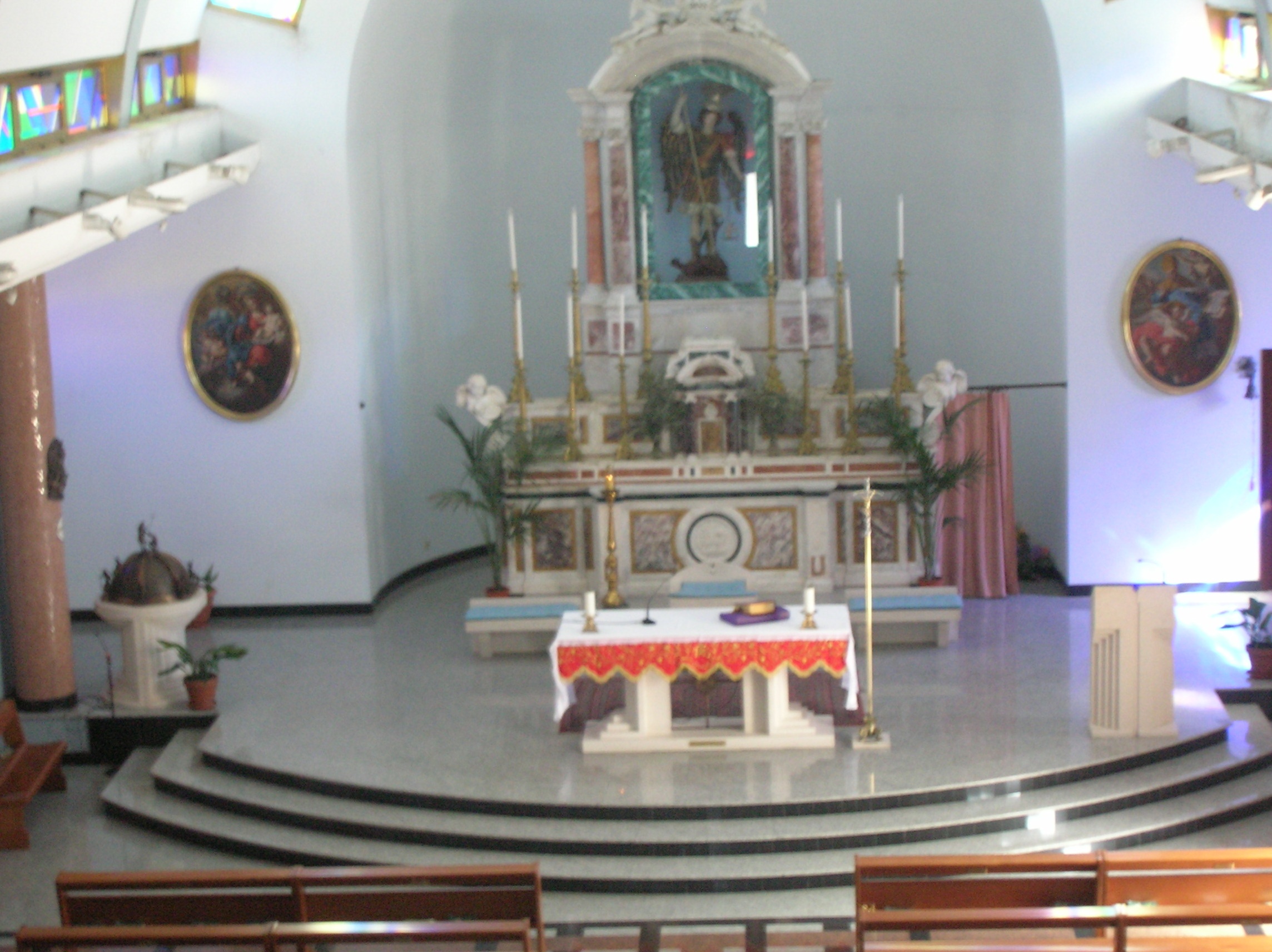
Abbazia di San Michele Arcangelo

### Abbazia di San Michele Arcangelo
Già dal 1654 si hanno notizie di un edificio consacrato all'Arcangelo e della presenza di un'effigie lignea del santo protettore che anticamente si trovava nella zona di Sant'Angelo a Pesco. Nel 1807 la chiesa fu elevata a chiesa badiale curata e nei primi decenni del Novecento fu costruita l'Arciconfraternita del Rosario, per volere del barone Angelo Marino Grella e la casa canonica per volere della Santa Sede nel 1933. Il 23 novembre 1980 in seguito al disastroso terremoto dell'Irpinia la chiesa crollò. Fu ricostruita e riaperta al culto il 7 maggio 1994 dopo l'arrivo della statua restaurata dell'Arcangelo.

### Piazza Michele Aufiero e Monumento dei Caduti
La piazza, dedicata al grande benefattore della cittadina, è luogo di ritrovo e di passeggio per gli sturnesi. Contornata da filari di lecci, presenta aiuole e panchine. Al centro si erge il Monumento ai Caduti dove campeggia l'Angelo Consolatore che, quale simbolo di pace di solidarietà, sorregge il soldato ferito.

### Palazzo dei Baroni Grella
Il palazzo baronale Grella è un edificio gentilizio realizzato nel XVII secolo, anche se varie volte ampliato e ristrutturato. L'imponenza dell'edificio e della fronteggiante villa privata fanno chiaramente intendere l'importanza che la famiglia dei baroni Grella ha svolto nella storia di Sturno. La facciata di colore rosa carico e presenta un balcone artistico con balaustra in pietra, che poggia su due colonne tuscaniche. È presente anche una fontana ottocentesca. I vasti ambienti interni, in stile neoclassico, utilizzati dai proprietari come residenza, sono talvolta aperti al pubblico per manifestazioni culturali e per ricevimenti. All'interno è situato il cortile del Pozzo, che ha formato oggetto di restauro ed è sede dei concerti estivi del festival di musica classica.

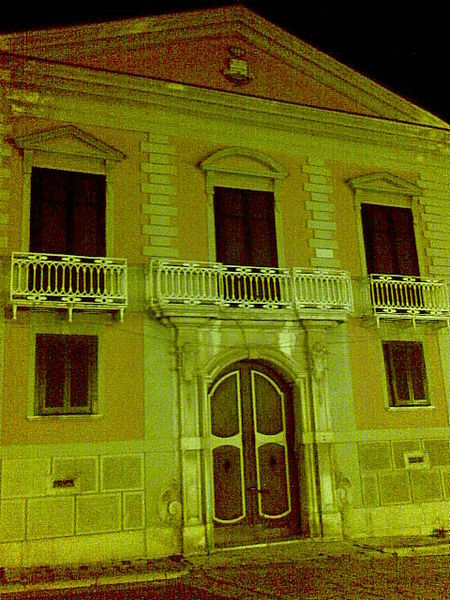
Facciata Palazzo Baronale Grella

### Villa baronale
La villa Grella, che fronteggia il palazzo baronale, costituisce un esempio di giardino gentilizio all'inglese e riveste anche una qualche importanza dal punto di vista botanico e faunistico. Infatti, oltre a diverse specie di fiori, alberga palmizi e piante secolari, tra cui un'imponente sequoia nei pressi dell'ingresso, e ospita diversi pennuti quali storni, civette, picchi, merli, gazze, upupe e cornacchie.

### Fontana "re la chiazza"

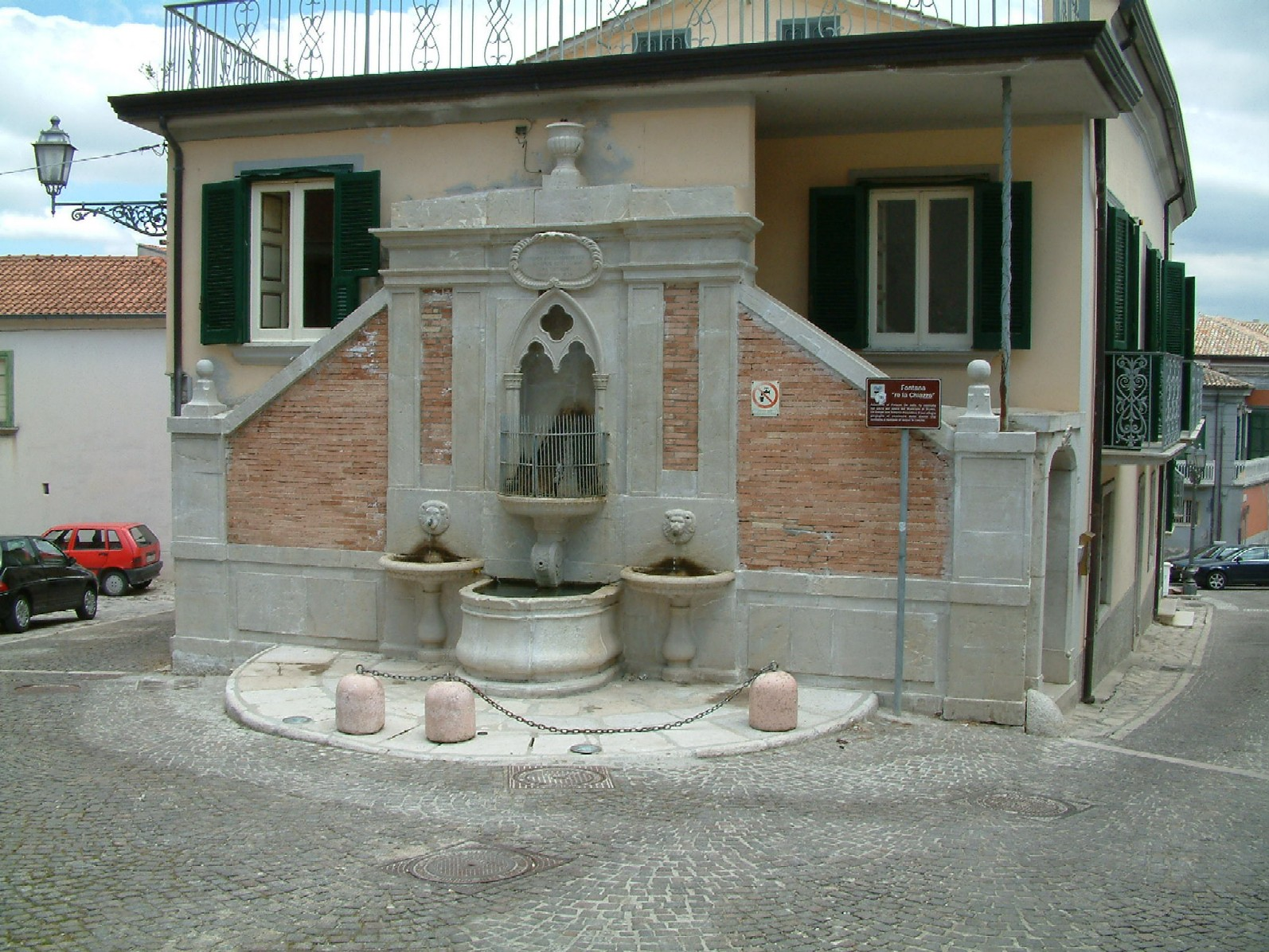
Fontana "re la chiazza"

La fontana "re la chiazza", o semplicemente "Chiazza", è adiacente al palazzo De Juliis. Nella parte alta della fontana, si nota un'iscrizione che recita:
RAPPRESENTATO

DAL SINDACO ANGELO MARINO GRELLA

A BENEFICIO DE' CITTADINI

FECE COSTRUIRE

In passato, la fontana era molto frequentata dalle donne locali, le quali vi attingevano l'acqua che raccoglievano in conche.

### Palazzo De Iulis
Giuseppe de Juliis, segretario comunale della seconda metà dell'800, fece completare i lavori di costruzione di un palazzo gentilizio adiacente a quello baronale, su una vecchia area appartenente ai baroni Grella, nel Casale eponimo, oggi via Trento. Il palazzo, che ha ospitato per un secolo anche un frantoio di proprietà della famiglia, si articola lungo un pendio. Ad esso è addossata la Fontana re la chiazza.

### Palazzo Grella-Vicario
Domenico Michele Pasquale Giovanni Mariano Stanislao Grella, secondo sindaco di Sturno dal 1811 al 1812, fece scolpire la frase sulla lapide posta sul balcone aggettante sul monumentale portale del palazzo Grella, oggi Vicario, sito in via San Domenico, antica dimora della famiglia. In essa si evince come nell'anno 1792 don Domenico abbia fatto riparare l'avita casa, rinnovando i locali secondo i nuovi canoni artistici del suo tempo. In un ingresso secondario una chiave di volta reca incisa la data del 1693 e il nome di don Giuseppe Grella, nonno di Domenico e anch'egli notaio. Per la tipologia costruttiva si può affermare che il palazzo ricalca la tipica ambientazione signorile delle dimore settecentesche. Nell'androne è possibile vedere lo stemma gentilizio della famiglia Grella. Annesso al palazzo si estende il giardino pensile all'inglese. Dopo il terremoto del 1980 l’antica dimora è stata ristrutturata conservando l’antica facciata, l’originario portone monumentale con lo scalone in pietra nonché mobili, libri e arredi restaurati da artigiani del posto.

### Palazzo Ciampo
Il palazzo prende il nome da una famiglia insediatasi a Frigento alla fine del XVI secolo, come forse testimonia la data 1582 sullo stemma gentilizio, in seguito alla migrazione del capostipite, medico, del ramo locale. I suoi membri godevano del diritto di patronato in una cappella della Cattedrale. Il cappello vescovile che sovrasta e incornicia l'effigie dello scudo ci indica che qualcuno nella famiglia raggiunse tale grado nella gerarchia ecclesiastica sicuramente non irpina.

### Cappella "Madonna della Neve"
La cappella domina il paesaggio e da essa è possibile ammirare tutta la valle Ufita, la Baronia e persino il Matese e la cima della Maiella. Appartiene alla famiglia Grella e all'interno vi è un dipinto della Vergine delle Nevi. Il quadro più antico, di scuola napoletana, fu rubato nel gennaio del 1974. Il 5 agosto 2009 dopo la solenne benedizione impartita dal parroco di Sturno è stata collocata nella cappella una nuova tela, raffigurante la Madonna col Bambin Gesù, eseguita da una nota pittrice salernitana. Una lapide sul frontespizio ricorda "O passeger che passi per la via, non ti scordar di salutar Maria". 

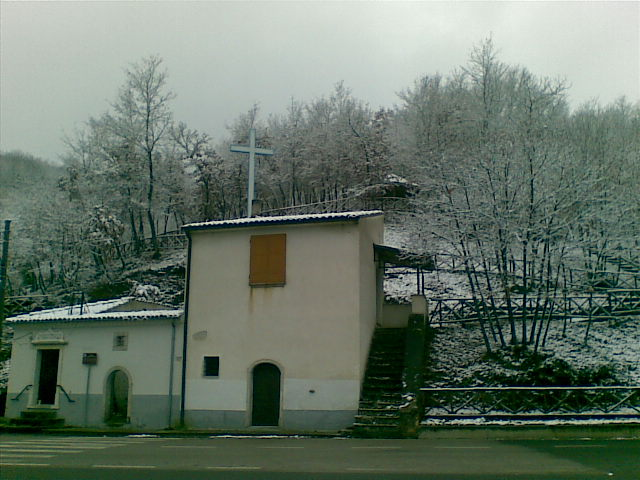
Cappella Madonna della Neve

### Edificio Scolastico "Michele Aufiero"
Palazzo Aufiero è così chiamato in quanto la sua realizzazione si deve all'imprenditore "John" Michele Aufiero, che fece fortuna negli Stati Uniti e che tanto danaro spese a favore del suo paese natio. L'edificio, progettato da uno dei più valenti architetti dell'epoca (ed identico al Municipio di Durazzo), venne inaugurato nel 1937 alla presenza dell'allora prefetto Tombolini, poi divenuto rappresentante diplomatico italiano a Zagabria. Oggi la struttura è sede della locale scuola elementare.

### Monumento alla Musica
Costruito nel 2002, è collocato in zona centrale per arredare un angolo della piazza principale. Celebra i fasti della gloriosa tradizione musicale di Sturno, che nel secolo scorso diede vita all'omonima banda musicale, tra le prime in Italia per fama e per qualità degli orchestrali, a cui l'opera è dedicata.

## Società

### Evoluzione demografica
Abitanti censiti

### Lingue e dialetti
Accanto alla lingua italiana, nel territorio di Sturno è in uso una varietà del dialetto irpino.

## Cultura

### Cucina

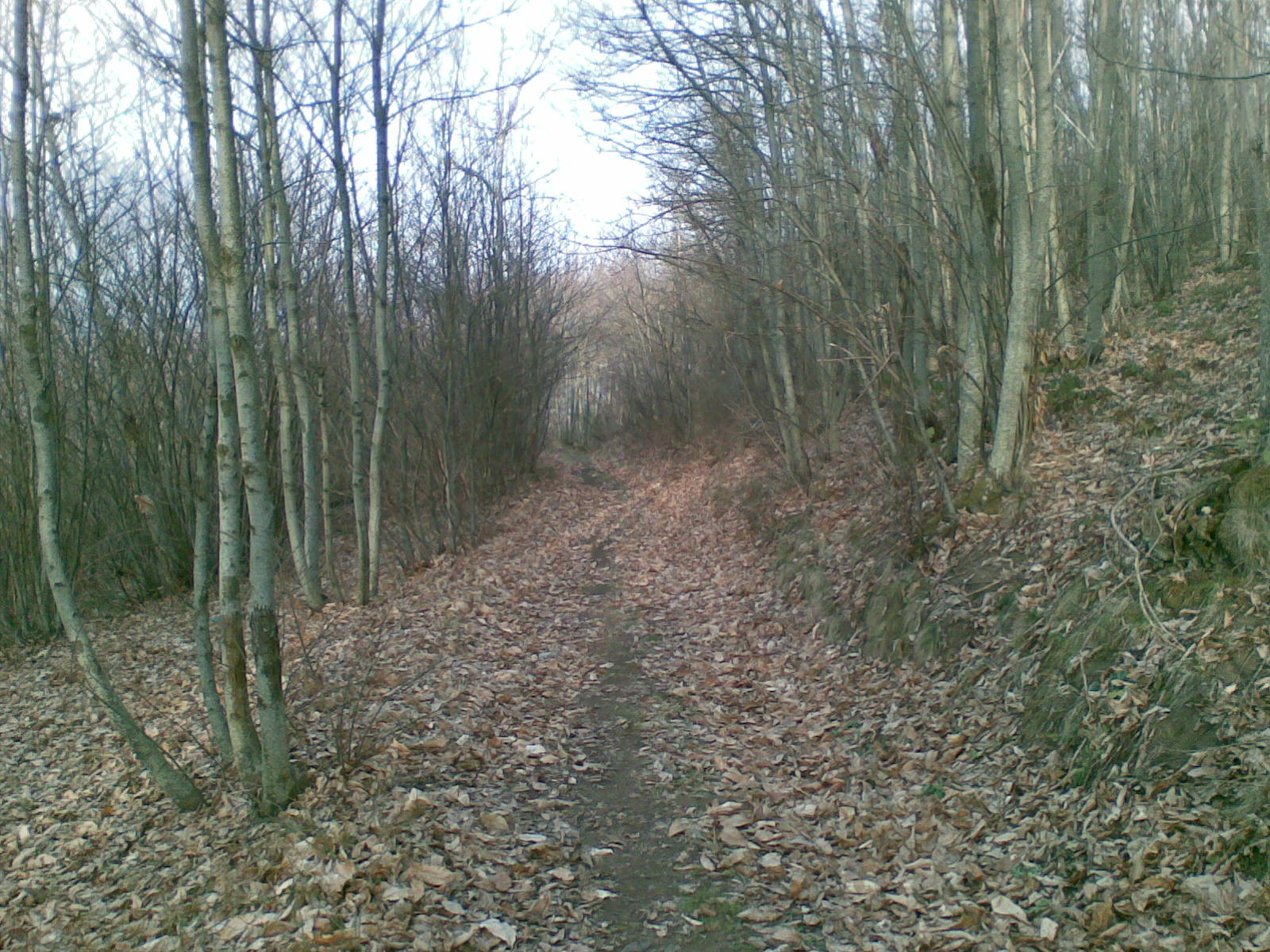
Il castagneto a monte del paese

Data l'abbondanza di castagne nei mesi autunnali, sono state elaborate diverse ricette che oramai fanno parte della cucina tradizionale. Tra le carni prevalgono quelle suine da cui si ricavano insaccati quasi le sopressate, i salami e i capocolli: con la carne di maiale si prepara uno dei prodotti tipici della cucina locale, la "minestra maritata", cui spesso si accompagna la "pizza jonna" a base di farina di granturco. Discreta è la produzione di formaggi, caciocavalli e ricotte, mentre di particolare pregio ed esportato anche all'estero è il torrone sturnese, prodotto artigianalmente da svariati decenni. Uno dei piatti tipici della cultura gastronomica sturnese è la pasta "co lo pulieo", un'erba selvatica (mentha pulegium) che cresce nei boschi che circondano il paese. Nella vasta piana dell'Ufita prevalgono invece le colture cerealicole.

### Tradizioni e folclore

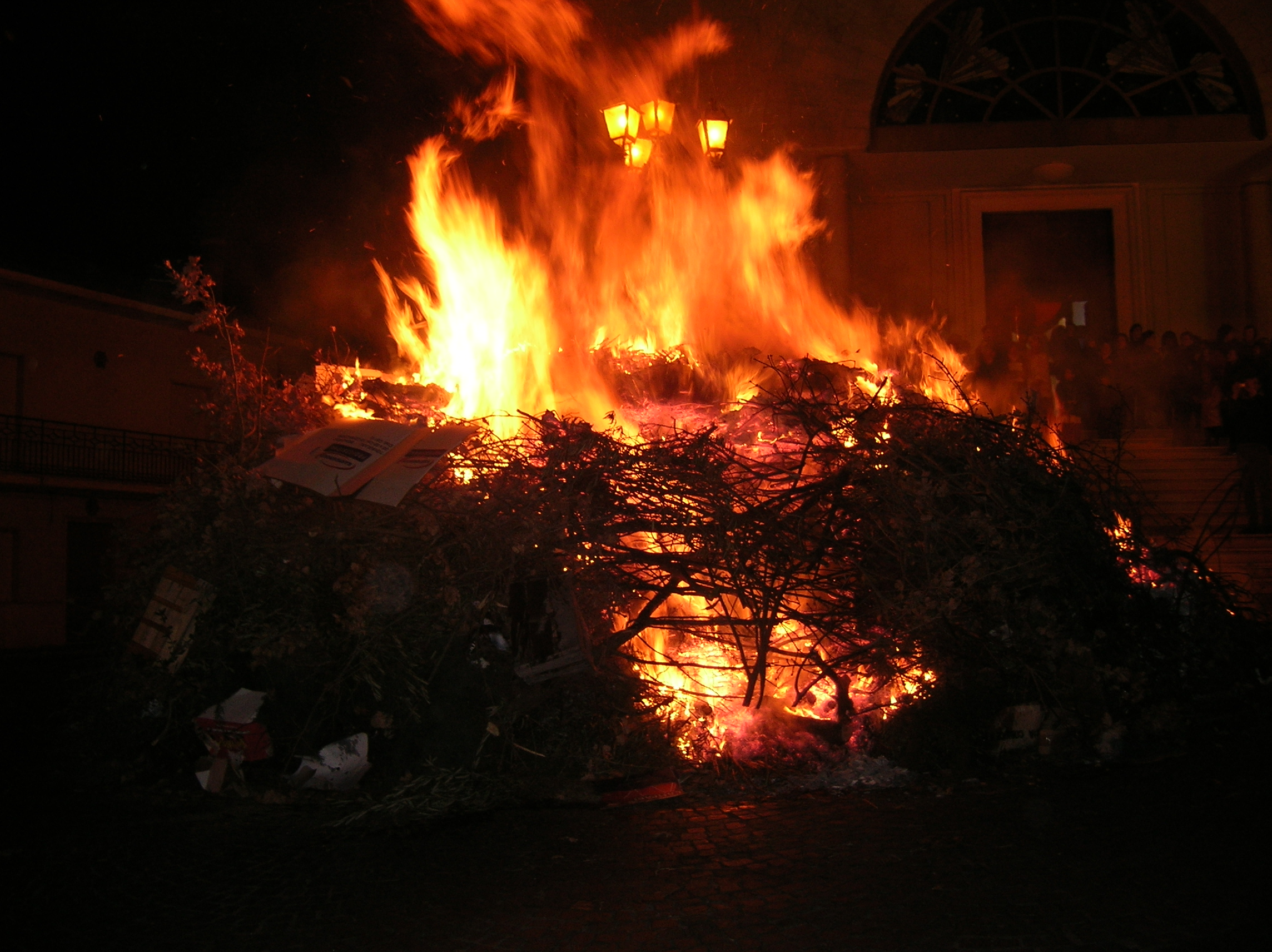
Vampa re Sant'Antonio

- Il 16 gennaio un immenso falò (Vampa re Sant'Antonio) viene acceso in onore di Sant'Antonio Abate.
- L'8 maggio e il 29 settembre la festa in onore di San Michele Arcangelo protettore di Sturno, al quale è dedicata l'abbazia nella parte superiore del paese. In occasione della celebrazione di settembre ha anche luogo la gara del solco.Madonna del Carmelo nelle Rose

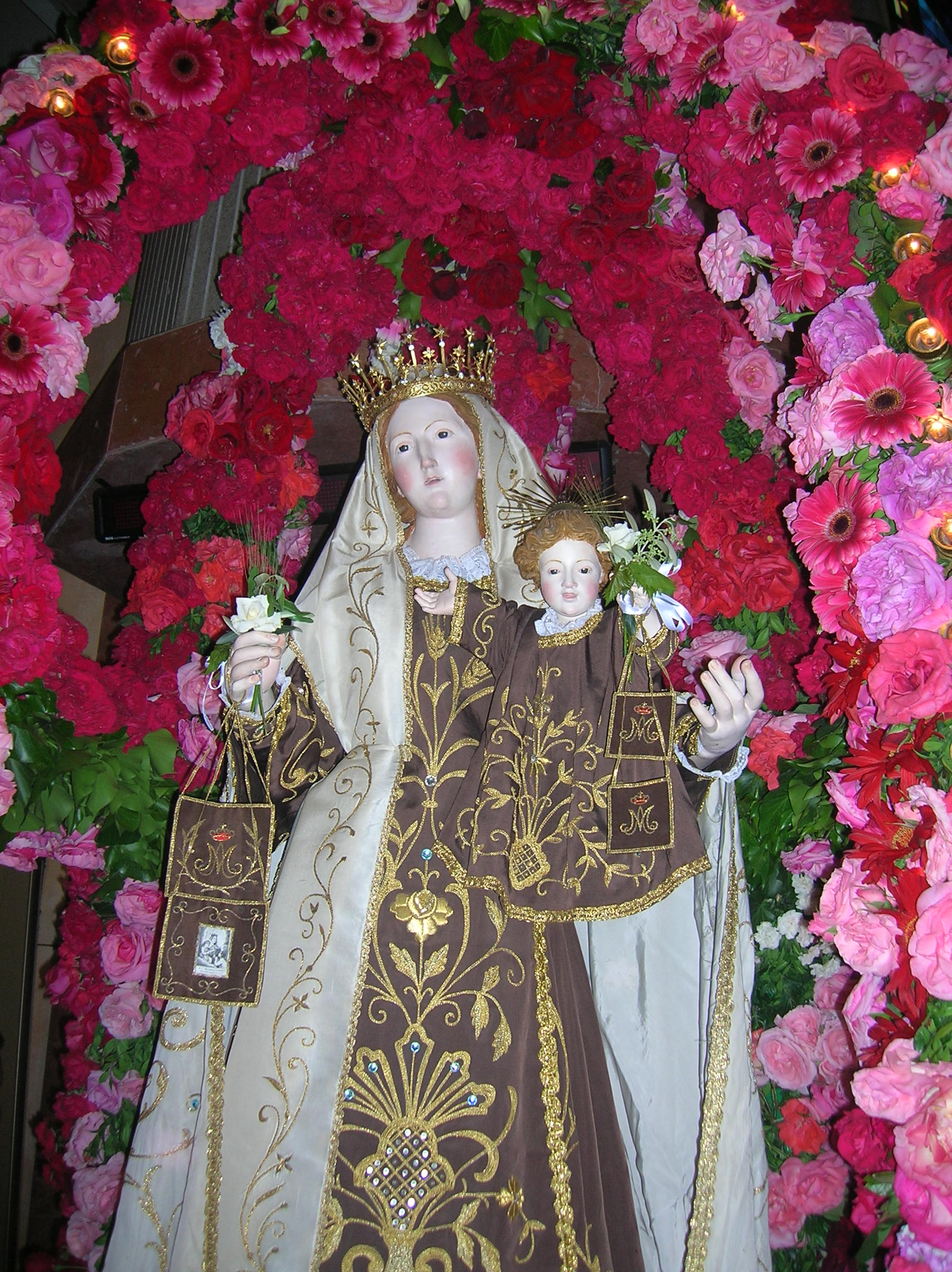
Madonna del Carmelo nelle Rose

- Il 31 maggio a conclusione del mese mariano vi è la processione della Madonna del Carmelo nelle Rose con il tradizionale lancio dei petali.
- L'8 agosto festa patronale: San Domenico di Guzmán, il quale è compatrono insieme a San Francesco d'Assisi. Dai due santi prende il nome la chiesa parrocchiale del paese.[12]

## Geografia antropica
Il territorio comunale è costituito dal centro urbano e dalle zone rurali, in cui si trovano una decina di contrade (Aia del Gallo, Caprara, Costantini, Crocevie, Filette, Lenze della Corte, Pantanelle, Serrapreta, Sterparo e Torone) oltre a varie case sparse.

## Economia
L'economia è di carattere prettamente agricolo. Tra i prodotti tipici più rinomati si annoverano le olive di ravece, destinate all`estrazione di olio extravergine DOP "Irpinia - Colline dell'Ufita". Altri prodotti importanti sono: tabacco, uva (per la produzione del vino), ortaggi.
Nel campo della produzione artigianale, dopo un periodo di stasi, riprende la produzione di manufatti in legno, ferro battuto, ceramica, vimini, pietra.
Nella parte più meridionale del comune è presente un grande parco eolico, condiviso con il comune di Frigento.
In fase di sviluppo è il settore industriale, in particolare il comparto produttivo (costruzione di zone industriali, produzione di macchinari per l'industria e miglioramento delle strutture).
In crescita è anche il settore turistico che registra un significativo incremento delle strutture ricettive.

## Amministrazione

### Gemellaggi
- Glen Cove[14]

### Altre informazioni amministrative
Il comune fa parte dell'Unione dei comuni Terre dell’Ufita.

## Sport

### Impianti sportivi
- Stadio comunale "Il Castagneto"

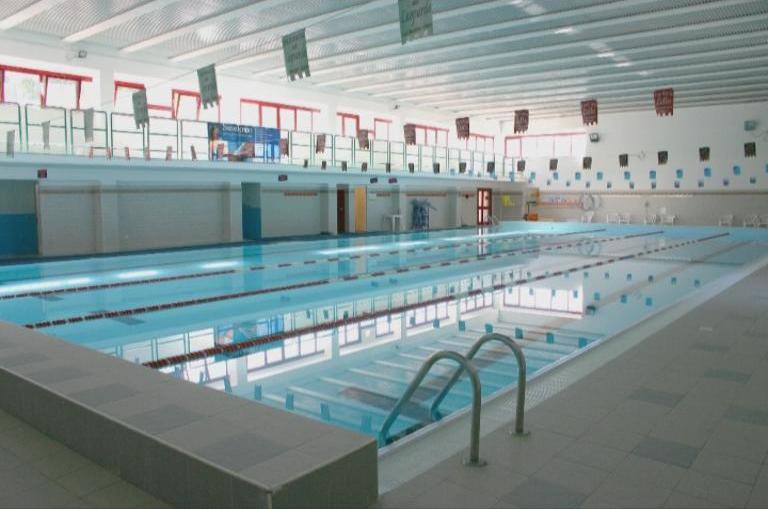
Piscina comunale interna

- Palazzetto dello sport (calcetto in erbetta, bocce, tennis e campo polivalente)
- Piscine comunali (interna ed esterna)[16]